# Jesús Alberto Castilla
Jesús Alberto Castilla Salazar (Convención, Norte de Santander, 18 de marzo de 1968) es un líder campesino y político colombiano. 
Tecnólogo en obras públicas, se desempeña como Senador de la República de Colombia desde 2014. Comenzó como dirigente comunitario en el Comité de Integración Social del Catatumbo (Cisca) y fue concejal de Convención, Norte de Santander. Pertenece al partido Colombiano de izquierda Polo Democrático Alternativo. Fue presidente del Coordinador Nacional Agrario de Colombia (CNA), organización campesina que jugó un papel protagónico en los paros nacionales agrarios de 2013, 2014 y 2016, y también es uno de los voceros nacionales del movimiento político y social Congreso de los Pueblos. Dentro del Polo pertenece a Poder y Unidad Popular (PUP), una fuerza política que ayudó a fundar en 2006.

## Biografía
Es un dirigente agrario de la región del Catatumbo, Norte de Santander. Expresidente del Coordinador Nacional Agrario de Colombia CNA.
Entre 1995 y 1997 fue elegido como Concejal del Municipio de Convención, Norte de Santander, de donde es oriundo. Su gestión se destacó por el estímulo a la participación comunitaria en el proceso de toma de decisiones que involucran a la población en la defensa del campesinado, los recursos naturales y el territorio.
En 2018 la Corte Suprema de Justicia le abrió una investigación preliminar por supuestos nexos con el Ejército de Liberación Nacional.

## Trayectoria
- Senador de la República por el Polo Democrático Alternativo.

- Presidente del Coordinador Nacional Agrario (CNA).

- Líder de la Movilización Social y Popular en el Paro Agrario, la Minga Indígena, Social y Comunitaria, Congreso de los Pueblos, del cual es cofundador de la mano del CNA.

- Dirigente de Poder y Unidad Popular (PUP), fuerza política integrante del PDA.

- Miembro del Congreso de los Pueblos.

- Fundador del Comité de Integración Social del Catatumbo (Cisca), Norte de Santander.

- Concejal del Municipio de Convención, Norte de Santander.